# Kazan Kremlin Cup 2014
Il Kazan Kremlin Cup 2014 è stato un torneo di tennis facente parte della categoria ATP Challenger Tour nell'ambito dell'ATP Challenger Tour 2014. È stata la 5ª edizione del torneo che si è giocato a Kazan' in Russia dal 10 al 16 marzo 2014 su campi in cemento indoor e aveva un montepremi di $75,000+H.

## Partecipanti singolare

### Teste di serie
| Nazionalità | Giocatore         | Ranking | Testa di serie |
| ----------- | ----------------- | ------- | -------------- |
| Germania    | Michael Berrer    | 132     | 1              |
| Russia      | Andrej Kuznecov   | 149     | 2              |
| Lituania    | Ričardas Berankis | 151     | 3              |
| Slovacchia  | Norbert Gombos    | 166     | 4              |
| Turchia     | Marsel İlhan      | 174     | 5              |
| Uzbekistan  | Farrukh Dustov    | 175     | 6              |
| Serbia      | Ilija Bozoljac    | 178     | 7              |
| Francia     | Albano Olivetti   | 179     | 8              |

### Altri partecipanti
Giocatori che hanno ricevuto una wild card:
- Baris Erguden
- Timur Kiuamov
- Andrej Rublëv
- Vaja Uzakov

Giocatori che sono passati dalle qualificazioni:
- Dominik Meffert
- Denis Matsukevich
- Jürgen Zopp
- Gilles Müller

Giocatori che hanno ricevuto un entry con un protected ranking:
- Serhij Bubka

## Vincitori

### Singolare
Marsel İlhan ha battuto in finale  Michael Berrer con il punteggio di 7–6(8–6), 6–3

### Doppio
Flavio Cipolla /  Goran Tošić hanno battuto in finale  Victor Baluda /  Konstantin Kravčuk con il punteggio di 3–6, 7–5, [12–10]